# Абдрахманово (Баймацький район)
Абдрахма́ново (рос. Абдрахманово, башк. Абдрахман) — присілок у складі Баймацького району Башкортостану, Росія. Входить до складу Татлибаєвської сільської ради.
Населення — 239 осіб (2010; 229 в 2002).
Національний склад:
- башкири — 100%